# Пиза
Пи́за (итал. Pisa, лат. Pisae) — итальянский город и коммуна в области Тоскана, на расстоянии 10 км от Лигурийского моря, административный центр одноимённой провинции.
Неофициальный символ города — Падающая башня, с 1986 года вместе с площадью, собором и баптистерием имеющая статус объекта всемирного наследия.
Покровителем города считается Святой Райнерий (итал. San Ranieri). Праздник города — 17 июня.

## География
Город находится на высоте 4 метра над уровнем моря. Занимает площадь 185 км². В городе протекает река Арно. В нём проживает 87 353 жителей (2008). Плотность населения 472 чел/км².

### Климат
Для Пизы, как и для всей центральной и южной Италии, характерен средиземноморский климат.
| Показатель                                                         | Янв.  | Фев. | Март | Апр. | Май  | Июнь | Июль | Авг. | Сен.  | Окт.  | Нояб. | Дек. | Год   |
| ------------------------------------------------------------------ | ----- | ---- | ---- | ---- | ---- | ---- | ---- | ---- | ----- | ----- | ----- | ---- | ----- |
| Абсолютный максимум, °C                                            | 17,6  | 21,0 | 24,0 | 27,9 | 30,9 | 35,0 | 37,8 | 38,8 | 36,2  | 30,2  | 24,0  | 20,4 | 38,8  |
| Средний суточный максимум, °C                                      | 11,4  | 12,6 | 15,2 | 17,8 | 22,2 | 26,0 | 29,4 | 29,5 | 25,7  | 20,9  | 15,3  | 11,8 | 19,82 |
| Средняя температура, °C                                            | 6,8   | 7,6  | 9,8  | 12,5 | 16,4 | 20,0 | 23,1 | 23,4 | 20,0  | 15,8  | 10,7  | 7,6  | 14,48 |
| Средний суточный минимум, °C                                       | 2,2   | 2,5  | 4,4  | 7,2  | 10,7 | 14,1 | 16,7 | 17,2 | 14,3  | 10,7  | 6,1   | 3,4  | 9,13  |
| Абсолютный минимум, °C                                             | −13,8 | −8,4 | −8,2 | −3,2 | 2,8  | 5,8  | 8,8  | 8,2  | 3,8   | 0,3   | −7,2  | −7,2 | −13,8 |
| Норма осадков, мм                                                  | 63,4  | 57,5 | 59,8 | 89,1 | 61,5 | 47,8 | 25,4 | 49,4 | 101,5 | 140,3 | 123,5 | 74,4 | 893,6 |
| Источник: Servizio Meteorologico. Температура и осадки, 1971-2000. |       |      |      |      |      |      |      |      |       |       |       |      |       |

| Относительная влажность воздуха и количество солнечных часов, 1961—1990 | Относительная влажность воздуха и количество солнечных часов, 1961—1990 | Относительная влажность воздуха и количество солнечных часов, 1961—1990 | Относительная влажность воздуха и количество солнечных часов, 1961—1990 | Относительная влажность воздуха и количество солнечных часов, 1961—1990 | Относительная влажность воздуха и количество солнечных часов, 1961—1990 | Относительная влажность воздуха и количество солнечных часов, 1961—1990 | Относительная влажность воздуха и количество солнечных часов, 1961—1990 | Относительная влажность воздуха и количество солнечных часов, 1961—1990 | Относительная влажность воздуха и количество солнечных часов, 1961—1990 | Относительная влажность воздуха и количество солнечных часов, 1961—1990 | Относительная влажность воздуха и количество солнечных часов, 1961—1990 | Относительная влажность воздуха и количество солнечных часов, 1961—1990 | Относительная влажность воздуха и количество солнечных часов, 1961—1990 |
| Месяц                                                                   | Янв                                                                     | Фев                                                                     | Мар                                                                     | Апр                                                                     | Май                                                                     | Июн                                                                     | Июл                                                                     | Авг                                                                     | Сен                                                                     | Окт                                                                     | Ноя                                                                     | Дек                                                                     | Год                                                                     |
| Относительная влажность воздуха, %                                      | 75                                                                      | 71                                                                      | 70                                                                      | 72                                                                      | 72                                                                      | 70                                                                      | 67                                                                      | 68                                                                      | 71                                                                      | 72                                                                      | 74                                                                      | 76                                                                      | 71.5                                                                    |
| Солнечное сияние, ч                                                     | 105.4                                                                   | 121.5                                                                   | 151.9                                                                   | 192.0                                                                   | 241.8                                                                   | 267.0                                                                   | 316.2                                                                   | 279.0                                                                   | 219.0                                                                   | 176.7                                                                   | 111.0                                                                   | 93.0                                                                    | 2274.5                                                                  |
| ----------------------------------------------------------------------- | ----------------------------------------------------------------------- | ----------------------------------------------------------------------- | ----------------------------------------------------------------------- | ----------------------------------------------------------------------- | ----------------------------------------------------------------------- | ----------------------------------------------------------------------- | ----------------------------------------------------------------------- | ----------------------------------------------------------------------- | ----------------------------------------------------------------------- | ----------------------------------------------------------------------- | ----------------------------------------------------------------------- | ----------------------------------------------------------------------- | ----------------------------------------------------------------------- |

## История

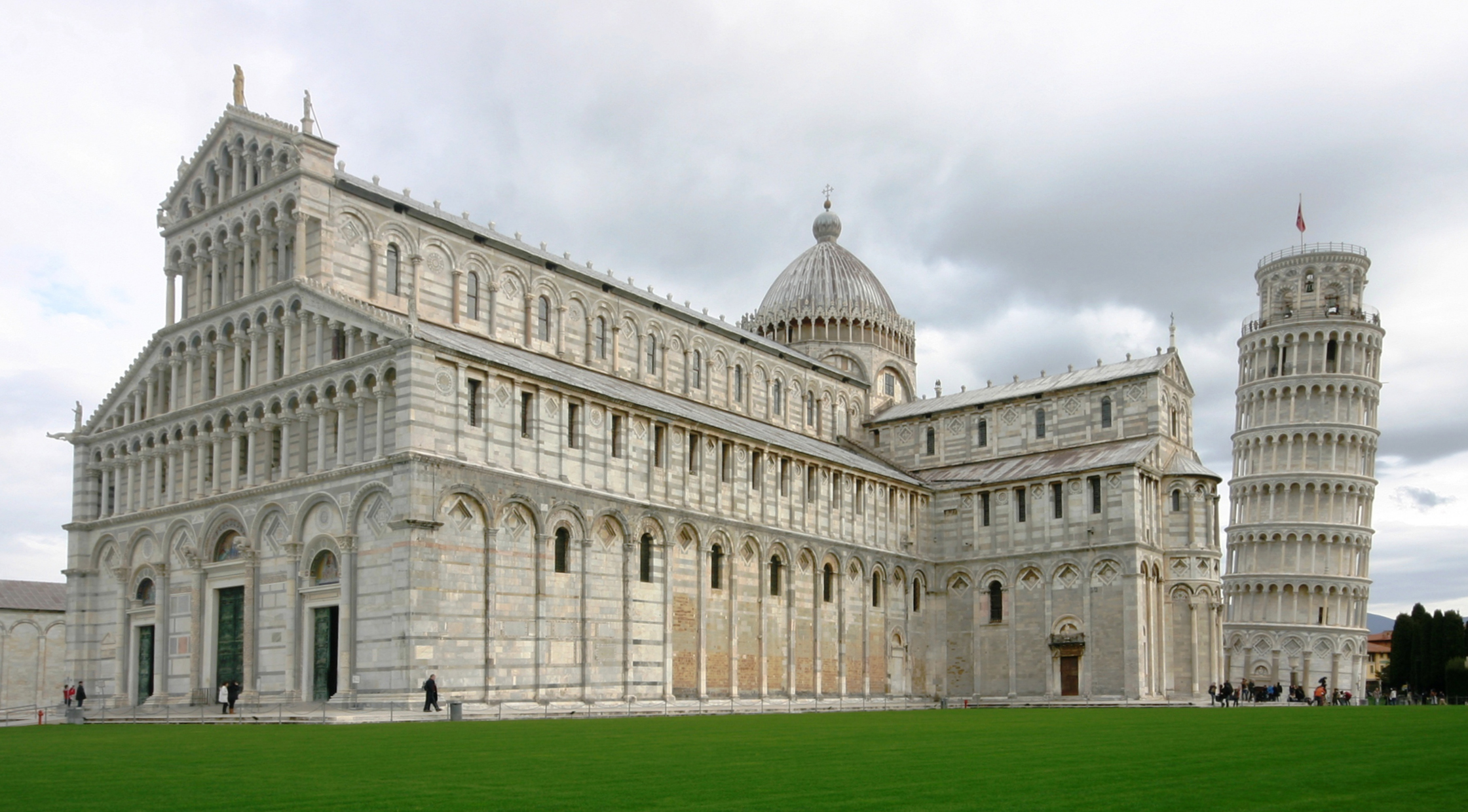
Кафедральный собор Пизы и «Падающая» башня

До прихода римлян окрестности Пизы, вероятно, были населены лигурийцами. После 180 года до н. э. — колония Римской республики и одна из её военно-морских баз. О существовании Пизанской епископии известно с 313 года.
Средневековая Пиза — пример торгового города-государства (см. Пизанская республика). Пизанцы стояли на острие борьбы итальянцев с сарацинской агрессией, в 1016 году в союзе с Генуей очистили от арабов Сардинию, в 1063 году разорили мусульманский Палермо. Пизанская республика находилась в состоянии почти беспрерывной вражды с Генуэзской республикой на море и с Луккой и Флоренцией на суше.
В XII—XIII веках город ведёт большое строительство в романском стиле; над его украшением работает семейство талантливых художников и ремесленников Пизано, расцветает пизанская школа живописи.
Несмотря на то, что пизанские граждане заручились поддержкой императоров Священной Римской империи и укрепили свои позиции в годы Крестовых походов, конец золотому веку пизанской государственности положило поражение от генуэзцев в 1284 году в битве при Мелории. Причина ослабления морской мощи города крылась в заилении Арно. Изменение русла реки окончательно отрезало Пизу от морской торговли.
В 1406 году Пизой овладели флорентийцы. Городу удалось на короткий срок (1494—1509 годы) вернуть себе самостоятельность в суматохе Итальянских войн, однако после возврата под власть Медичи город потерял всякое политическое значение.
В 1564 году в Пизе родился Галилео Галилей. Он учился и преподавал в местном университете, который является старейшим в Тоскане. Ботанический сад при университете был учреждён Козимо I в 1544 году; он оспаривает у Падуанского право называться первым в мире.

## Кухня
Многие пизанские или тосканские блюда отличаются ароматами и остротой. Самые распространенные первые блюда — суп из белой фасоли Сан-Микеле, суп из лягушек и пизанский суп (на основе черствого хлеба, черной капусты и различных овощей).

## Достопримечательности
Знаменитый соборный комплекс на Пьяцца деи Мираколи («Площадь чудес») расположен в стороне от современного центра города и включает в себя следующие памятники:
- Пизанский собор (итал. Duomo di Pisa)
- Пизанская башня (итал. Torre pendente di Pisa)
- Пизанский баптистерий (итал. Battistero di San Giovanni)
- Кладбище Кампо-Санто (итал. Camposanto Monumentale)

Также заслуживают внимания:
Музеи:
- Музей собора[итал.]
- Музей синопий[итал.]
- Национальный музей Сан-Маттео
- Музей Палаццо Реале[итал.][5]
- Музей графики (Палаццо Ланфранки)[итал.]
- Музей древних кораблей[итал.][6][7]

Церкви:
- Санта-Мария делла Спина
- Санта-Мария-дель-Кармине
- Сан Паоло а Рипа д'Арно[англ.]
- Рыцарей Святого Стефана

Другое:
- Ботанический сад
- Площадь рыцарей Святого Стефана[англ.]
- Палаццо Агостини[итал.]
- Район Борго-Стретто

|                     |  |             |  |                         |  |                 |
| Пьяцца деи Мираколи |  | Кампо-Санто |  | Санта Мария делла Спина |  | Мост через Арно |